# CI Games
CI Games S.A. (ehemals City Interactive S.A.) ist ein polnischer Videospielentwickler und Publisher mit Sitz in Warschau. CI Games wurde 2002 gegründet und war ursprünglich ein Unternehmen für preisgünstige Spiele. Bekannt ist es vor allem für die Serien Sniper: Ghost Warrior und Lords of the Fallen.

## Geschichte
City Interactive wurde 2002 durch den Zusammenschluss von drei Videospielunternehmen gegründet: Lemon Interactive, We Open Eyes und Tatanka. Ursprünglich war das Unternehmen als Entwickler und Herausgeber von Spielen im Budgetbereich tätig. 2007 fusionierte City Interactive mit Oni Games, einem Drittanbieter, der 2002 zusammen mit City Interactive gegründet wurde, und Detalion, einem Entwickler von Abenteuerspielen, der von Roland Pantoła, Maciej Miąsik, Danuta Sienkowska, Robert Ożóg, Łukasz Pisarek und Krzysztof Bar gegründet wurde. Sie verließen LK Avalon. Ebenfalls 2007 führte City Interactive seinen Börsengang durch und wurde zu einer an der Warschauer Börse notierten Aktiengesellschaft.
Im Jahr 2008 hat City Interactive seine Aktivitäten im Budgetbereich eingestellt, was sie mit der anschließenden Veröffentlichung von Sniper: Ghost Warrior im Jahr 2010 unterstreichen wollten. In einem Interview mit der Zeitschrift MCV erklärte das Unternehmen, dass der Erfolg des Spiels sie zu der Überzeugung veranlasste, die richtigen Entscheidungen in Bezug auf Strategie und Produktportfolio getroffen zu haben. Bis Juni 2011 beschäftigte City Interactive am Hauptsitz in Warschau, in den Entwicklungsstudios in Rzeszów, Katowice, Posen und Guildford sowie in den Publishingbüros in Deutschland, Großbritannien, Kanada und den USA insgesamt 150 Mitarbeiter. Im Jahr 2012 nahm das Entwicklungsteam von City Interactive den Namen „CI Games“ an, und City Interactive änderte seinen Namen 2013 vollständig in CI Games.
Im Februar 2018 schrumpfte CI Games sein Entwicklungspersonal auf 30 Mitarbeiter. Laut CEO Marek Tymiński wurde die Maßnahme ergriffen, weil bei der Produktion von Sniper: Ghost Warrior 3 viele Probleme aufgetreten waren, obwohl das Spiel selbst bereits mehr als eine Million Mal verkauft wurde und im Fiskaljahr 2017, als die Entscheidung getroffen wurde, einen Gewinn für das Unternehmen erwirtschaftet hatte.
Im Januar 2019 gründete CI Games mit United Label ein neues Publishing-Label für unabhängige Spiele. United Label hilft bei der Finanzierung von Indie-Entwicklern im Austausch gegen einen Anteil an den Spieleinnahmen.

## Spiele

### Entwickelte Spiele
- Alien Rage (früher Alien Fear) (2013)
- Armed Forces Corp.
- Art of Murder:
  - Art of Murder: FBI Confidential (2008)
  - Art of Murder 2: Hunt for the Puppeteer (2009)
  - Art of Murder 3: Cards of Destiny (2010)
  - Art of Murder: The Secret Files (2010)
  - Art of Murder: Deadly Secrets (2011)
- Battlestrike:
  - Battlestrike: Road to Berlin (auch bekannt als WWII: Battlestrike) (2004)
  - Battlestrike: The Siege (2005)
  - Battlestrike: Force of Resistance (veröffentlicht als Mortyr III in Osteuropa) (2007)
  - Battlestrike: Shadow of Stalingrad (auch bekannt als Battlestrike: Force of Resistance 2) (2009)
- Beauty Factory
- Brain College: 3 Days ZOO Mystery
- Brain College: Ancient Quest of Saqqarah
- Brain College: Aztec Adventures
- Brain College: Blood Ties
- Brain College: Call of Atlantis
- Brain College: Chinese Temple
- Brain College: Coyote's Tales: Sisters of Fire and Water
- Brain College: El Dorado Quest
- Brain College: Herod's Lost Tomb
- Brain College: Lost City of Z
- Brain College: Magic Bootique
- Brain College: Pharaoh's Mystery
- Brain College: Stoneloops of Jurassica
- Brain College: The Mystery of the Mary Celeste
- Brain College: Tropical Lost Island
- Chicken Riot (2010)
- Chronicles of Mystery:
  - Chronicles of Mystery: The Scorpio Ritual (2008)
  - Chronicles of Mystery: The Secret Tree of Life (2009)
  - Chronicles of Mystery: Curse of the Ancient Temple (2009)
  - Chronicles of Mystery: The Legend of the Sacred Treasure (2010)
  - Chronicles of Mystery: Secret of the Lost Kingdom (2011)

- Code of Honor:
  - Code of Honor: The French Foreign Legion (2007)
  - Code of Honor 2: Conspiracy Island (2008)
  - Code of Honor 3: Desperate Measures (2009)
- Combat Wings
- Combat Wings: Battle of Britain (2008)
- Combat Wings: Battle of the Pacific
- Combat Wings: Great Battles of WWII (auch bekannt als Dogfight 1942)
- Combat Zone: Special Forces (2010)
- Cooking Academy
- Cooking Academy 2
- Crime Lab: Body of Evidence (2010)
- Enemy Front (2014)
- Farm Frenzy (2007–2021)
- I Love Beauty: Hollywood Makeover
- I Love Beauty: Make Up Studio
- Jade Rousseau: The Fall of Sant Antonio
- Jet Storm: Modern Dogfights (auch bekannt als Jetfighter 2015)
- Jewels of Atlantis
- Jewels of Sahara
- Jewels of the Ages
- Jewels of Tropical Lost Island
- Logic Machines
- Murder in Venice
- Operation Thunderstorm (auch bekannt als Mortyr IV: Operation Thunderstorm)
- Party Designer
- Project Freedom (auch bekannt als Space Interceptor und Starmageddon 2)
- Redneck Kentucky and the Next Generation Chickens
- SAS: Secure Tomorrow (2008)
- Shutter Island
- Smash Up Derby
- Sniper:
  - Sniper: Art of Victory
  - Sniper: Ghost Warrior (2010)
  - Sniper: Ghost Warrior 2 (2013)
  - Sniper: Ghost Warrior 3 (2017)
  - Sniper: Ghost Warrior Contracts (2019)
  - Sniper: Ghost Warrior Contracts 2 (2021)
- Sushi Academy
- Tank Combat
- The Chickenator
- The Hell in Vietnam (2007)
- The Royal Marines Commando
- Terrorist Takedown
- Terrorist Takedown: Covert Operations
- Terrorist Takedown: Payback
- Terrorist Takedown: War in Colombia
- Terrorist Takedown 2 (2007)
- Terrorist Takedown 3
- Vampire Moon: The Mystery of the Hidden Sun
- Wings of Honour
- Wings of Honour: Battles of the Red Baron
- Wolfschanze II
- WWII: Pacific Heroes

### Veröffentlichte Spiele
- Aggression: Reign Over Europe
- Airborne Troops (entwickelt von Widescreen Games)
- Alarm für Cobra 11: Crash Time II (entwickelt von Synetic)
- Alcatraz (entwickelt von Silden)
- Apassionata
- Dark Sector (PC-Portierung; entwickelt von Digital Extremes)
- Dusk 12: Deadly Zone (entwickelt von Orion Games)
- Farm Frenzy (Nintendo DS Portierung; entwickelt von Alawar Entertainment)
- Heat Wave (entwickelt von Nemesys Games)
- Hidden Target (entwickelt von Gingerbread Studios, auch bekannt als Jonathan Kane: The Protector und The Mark 2)
- Lords of the Fallen (2014)
- Lords of the Fallen (2023)
- MotorM4X: Offroad Extreme (entwickelt von The Easy Company)
- Pirate Hunter (entwickelt von ND Games und D10 Soft)
- Pyroblazer (entwickelt von Candella Studios und Eipix)
- RTL Biathlon 2009
- RTL Winter Sports 2009
- SCAR (Squadra Corse Alfa Romeo)
- Specnaz 2 (developed by BYTE Software)
- Street Racer: Europe
- The History Channel: Great Battles of Rome
- TrackMania Turbo: Build to Race (Nintendo DS-Portierung)
- Ubersoldier II (entwickelt vom Burut Creative Team, auch bekannt als Crimes of War)
- Wolfschanze 1944 (developed by Calaris)